# Oltványi Ambrus-díj
Az Oltványi Ambrus-díj a 19. század kutatói számára – Oltványi Ambrus kívánságára – 1984-ben alapítvány létesült. Célja elsősorban a 19. századi (vagy az azt megelőző korokból származó) szövegkiadások gondozásában végzett eredményes textológiai munka jutalmazása. A jutalomdíjból évente egy arra érdemesnek ítélt személy részesíthető, de kiemelkedő munkásság esetén a díjat ugyanaz a személy többször is megkaphatja. A jutalomdíj odaítélésére háromtagú bizottság jogosult, amelynek elnöke az Egyetemi Könyvtár Főigazgatója, további két tagját a Magyar Irodalomtörténeti Társaság tagjai közül a bizottság elnöke kéri fel. A jutalomdíj átadására minden év szeptember 30-án, Oltványi Ambrus halálának évfordulóján kerül sor.

## Díjazottak
- 1984 –  Imre László[1][2]
- 1986 –  Lőrinczy Huba[1]
- 1987 –  Margócsy István[1][2]
- 1989
  - Dávidházi Péter[1]
  - Kiss József[3]
- 1990
  - Kiczenko Judit[1]
  - Csűrös Miklós[3]
- 1992 –  Nyilasy Balázs[1]
- 1993 –  Orosz László[1]
- 1994 –  Korompay H. János[1]
- 1995 –  S. Varga Pál[1]
- 1996
  - Szabó G. Zoltán[1][2]
  - Reisinger János[3]
- 1997 –  Mezei Márta[1][2]
- 2000 –  Debreczeni Attila [1][2]
- 2001 –  Németh G. Béla[1]
- 2013 –  Imre Mihály[3]